# Mastère spécialisé
Pour les articles homonymes, voir MS.
Ne doit pas être confondu avec Master (France), Maîtrise (France), Magistère (diplôme) ou Mastère.
Le mastère spécialisé (MS) est un diplôme d'établissement délivré en France hors du système universitaire. Contrairement au diplôme national de master (DNM) qui est habilité par le ministère de l'Enseignement supérieur et de la Recherche, le mastère spécialisé est un label délivré par une commission spécifique de la Conférence des grandes écoles (CGE), une association loi de 1901,. Un mastère spécialisé est créé par les établissements membres de la CGE pour répondre aux besoins d'un marché.
Ce diplôme ne doit pas être confondu avec le « mastère » (sans la mention « spécialisé ») et peut être utilisée par tout établissement d'enseignement supérieur privé non-accrédité.
En 2022, il existe 402 mastères spécialisés labellisés par la CGE. Aujourd'hui, de nombreux établissements publics et privés délivrent ce diplôme,,,,,,,.
Le mastère spécialisé est une formation de 75 crédits ECTS qui sanctionne l'acquisition soit d'une double compétence, soit d'une spécialisation, pour des étudiants déjà diplômés de master ou équivalent (bac+5). À l'instar du Master of Science (MSc), la formation n'est pas sous la tutelle du ministère de l'Enseignement supérieur et de la Recherche, mais est contrôlée par la CGE, qui définit les règles de la formation (taux d'insertion, ratio enseignants-chercheurs et intervenants extérieurs...),.
La formation dure généralement entre 12 mois et 18 mois avec un minimum de 350 heures d'enseignement théorique et pratique. L'étudiant a pour obligation de réaliser une mission en entreprise de 4 mois minimum débouchant sur la rédaction d'une thèse professionnelle . Le MS est professionnalisant et permet à l'étudiant d'exercer un ou plusieurs métiers ciblés dès sa sortie d'études. Le MS peut être perçu comme une fin de formation initiale permettant de renforcer ses compétences, par exemple : un étudiant diplômé de M2 en Droit, disposant d'une robuste connaissance du droit, peut suivre un MS pour se former à devenir manageur d'un département juridique au sein d'une entreprise. Le MS est également considéré comme une formation de type continue car il concerne aussi des professionnels qui souhaitent actualiser leurs compétences ou se reconvertir dans un nouveau domaine d'activité, à tout moment de leur carrière.

## Histoire
La création du mastère spécialisé remonte à 1986. À l’époque se pose le problème d'étudiants étrangers qui ne restent pas assez longtemps pour obtenir le diplôme d'ingénieur, et ne peuvent se prévaloir des ECTS (le système européen des crédits n'était pas encore adopté par tous les établissements).[réf. souhaitée] De plus, les entreprises montrent leur intérêt pour des diplômés possédant une double compétence (par exemple : Organisation et Informatique, ou Calcul de structures et Informatique), ou  des compétences très spécialisées (par exemple : Ingénierie de la gestion du gaz), ou bien des compétences dans de « nouveaux métiers porteurs » (par exemple : spécialiste en « Supply Chain »).[réf. souhaitée]
De 1986 à 2009, 460 mastères spécialisés ont été créés dans 121 écoles, et 81 226 étudiants (dont 20 503 étudiants étrangers) ont été diplômés. En 2010, 6 500 étudiants sont inscrits en mastère spécialisé.

## Scolarité
La formation s'adresse à des personnes (étudiants, professionnels, chercheurs, etc.) ayant déjà obtenu un diplôme d'institut d'études politiques, un diplôme d’ingénieur, un diplôme de master (M2), un diplôme d’une des écoles de commerce dont le diplôme confère le grade de master, un diplôme de troisième cycle ou un diplôme équivalent dont la liste est arrêtée par la Conférence des grandes écoles (essentiellement les diplômes d'État de docteur en médecine, pharmacie ou chirurgie-dentaire), un diplôme de maîtrise ou master M1 équivalent (pour les auditeurs justifiant d’au moins trois années d’expérience professionnelle), ou un diplôme étranger équivalent aux diplômes français exigés ci-dessus.
Les titulaires d'une maîtrise ou d'un M1 mais justifiant d'une expérience professionnelle de 3 ans peuvent postuler.
La scolarité est composée de 350 heures minimum de cours, et d'un stage d'une durée minimale de quatre mois donnant lieu à la rédaction et à la soutenance d'une Thèse Professionnelle. L'ensemble de la formation correspond à 75 crédits ECTS.
Les frais de scolarité des mastères spécialisés sont fixés librement par les établissements qui délivrent ce diplôme. Les frais de scolarité peuvent être pris en charge par l'employeur (ou par le futur employeur le cas échéant). Il est aussi possible de suivre un mastère spécialisé en étant demandeur d'emploi (il faut alors signer une convention avec Pôle emploi). Enfin, un salarié peut aussi demander un congé individuel de formation via le FONGECIF de sa région par exemple.

## Aspects juridiques et reconnaissance
« Mastère spécialisé » est une marque déposée par la conférence des grandes écoles.
Le mastère spécialisé s'analyse comme un label et non un diplôme au sens de l'article L. 613-2 du Code de l'éducation.
Seuls les établissements membres de l'association Conférence des grandes écoles (soit plus de 200 écoles d'ingénieurs et de commerce), et accrédités par cette dernière, délivrent le mastère spécialisé. Depuis 2011, les grandes écoles qui le souhaitent ont la possibilité de faire enregistrer leurs mastères spécialisés aussi en tant que formation de niveau 7 dans le répertoire national des certifications professionnelles français (RNCP) après avis de la CNCP.
L'intitulé est parfois imité, en particulier à l'étranger, par des établissements non-accrédités  « master spécialisé » (sans « e » et sans accent, jouant alors avec la confusion avec l'intitulé officiel « master »), « mastère » sans la mention « spécialisé » comme « mastère professionnel », « mastaire », « mastaire spécialisé » ou « mastaire professionnel »,.

## Liste des mastères spécialisés
Il existe des mastères spécialisés dans plusieurs domaines : droit des affaires international, management, aéronautique, agriculture - forêts - bois, biologie - bio-industrie - santé - alimentaire, chimie et génie des procédés, communication - systèmes d'information, énergétique et fluides, environnement et aménagement, finances - commerce - marketing, génie civil, génie industriel, géologie et ressources minérales, gestion des ressources humaines, industries mécaniques, industries textiles, informatique et mathématiques appliquées, international, management et gestion, management public territorial, politiques publiques, physique et matériaux, réseaux et télécommunications, systèmes de commande, systèmes électroniques et composants, autres domaines.